# آویا بی‌اچ-۵
آویا بی‌اچ-۵ (به انگلیسی: Avia_BH-5) یک هواگرد ملخ‌پیشین تک‌موتوره از نوع ورزشی ساخت شرکت Avia است. هواگرد آویا بی‌اچ-۵ نخستین پروازش را در ۱۹۲۳ میلادی انجام داد. در مجموع، تعداد ۱ فروند از این هواگرد ساخته شده‌است.
طراح این هواگرد، Pavel Beneš and Miroslav Hajn بود.